# أرنولد جونسون (موسيقي)
أرنولد جونسون (بالإنجليزية: Arnold Johnson)‏ هو موسيقي وعازف بيانو أمريكي، ولد في 23 مارس 1893 في شيكاغو في الولايات المتحدة، وتوفي في 25 يوليو 1975 في فلوريدا في الولايات المتحدة.

## وصلات خارجية
- أرنولد جونسون على موقع IMDb (الإنجليزية)
- أرنولد جونسون على موقع ميوزك برينز (الإنجليزية)
- أرنولد جونسون على موقع ديسكوغز (الإنجليزية)